# Банджо
Банджото (на английски: banjo; на испански: banjo, banjer) е музикален инструмент от групата на струнните арфови (дърпащи се) инструменти.
Използва се като солов и ритъмен инструмент главно в кънтри музиката, а по-късно преминава и в други музикални жанрове.

## История
Произход
Предполага се, че през 17 век инструментът е пренесен в Америка от робите, докарвани от Западна Африка, като първообразът вероятно е инструментът банджар. Чернокожите придават на най-ранните екземпляри форми, близки до аналогичните африкански инструменти, а някои от тях заради материала, от който са изработени, са наричани „тиквено банджо“. Друг вероятен прародител на банджото е аконтингът (akonting) с две дълги струни и една къса. Това е народна лютня, използвана от племената диола (йола) в Сенегал, Гамбия и Гвинея-Бисау. Кандидати за предшественици на банджото са и още два африкански народни инструмента – ксалам (xalam) и нгони (ngoni), също от района на Западна Африка. В някои африкански страни банджото се счита за свещен инструмент, до който имат право да се докоснат само висши жреци или вождове.
Развитие
Чернокожите в САЩ първоначално започват да изработват банджото от кожа на миеща мечка, опъната върху издълбана кратуна. Към кратуната се прикрепва дръжка, върху която са опънати от 4 до 9 струни. В началото липсват прагчетата, една от струните е основна, мелодична, а останалите служат за акомпанимент. Това е свързано със спецификата на африканската музика, където липсва точно интониране. По-късно прагчетата се добавят, а мелодичната струна отпада. Видът на банджото постепенно се променя, докато достига сегашния си вид.
Томас Джеферсън описва самоделно направено банджо под названието бонджар, изработено от половин сушена тиква, опъната овча кожа и дървен гриф. Някои източници споменават, че подобен инструмент съществува на о. Ямайка още през 17 в. През 19 век банджото започва да се използва от менестрелите и чрез тях прониква в ранните джазови формации в Ню Орлиънс в ролята на ритъмен инструмент. До края на епохата на менестрелите на сцената господстват две артистични фигури – танцьор и изпълнител на банджо. Доста често музикалният съпровод, особено при някои танци се изпълнява от банджо и цигулка. Инструментът придобива популярност благодарение на виртуозни изпълнители, един от които е менестрелът от същия период Джоел Суини, първият бял музикант, свирили на банджо на сцена. В Англия се появява за първи път през 1840-те години чрез американската група „Суини“ и скоро става много популярен. В САЩ също такива бели музиканти налагат банджото в градските центрове още преди Гражданската война. Тук под банджо обикновено се разбира или четириструнната тенорова разновидност, или петструнния инструмент. Оркестрите от бели изпълнители обикновено свирят на четириструнния банджо тенор, а тези с чернокожи музиканти – в началото на 6-струнното банджо китара, а по-късно – на банджо тенор. В американската народна музика в повечето случаи се свири на 5-струнно банджо.
Банджото е много популярен инструмент през 19 век, а синкопираният му ритъм, заедно с редица други инструменти, подпомагат възникването на рагтайма, като най-изтъкнатият му представител е чернокожият изпълнител Скот Джоплин. Използва се като солов и акомпаниращ инструмент и е един от основните в съставите, изпълняващи танцова музика. През 1930-те години е изместен от китарата. От историческа гледна точка банджото заема централно място в афроамериканската традиционна музика, както и в изпълненията на менестрелите от 19 век. С въвеждането на банджото и на нововъведенията при изпълненията на него, афроамериканците оказват голямо влияние върху ранното развитие на стиловете кънтри и блуграс. В последно време банджото навлиза и в други музикални стилове, включително в поп музиката и келтския пънк. Към този инструмент започват да проявяват интерес и изпълнители на хардкор пънк.

## Устройство
По форма и външен вид банджото прилича на европейската мандолина, но звукът му е по-звънтящ и рязък. В наши дни тялото му наподобява резонаторно барабанче със силно опъната върху него кожа. Корпусът (резонатор) има форма на кръг с диаметър обикновено 28 sm и се изработва от дърво. Към него е прикрепена дълъг гриф, разделен с прагчета. Обикновено има 5 или 6 струни. Една от тях е по-къса, предназначена е за свирене с „нокти“ и е прикрепена с по-голям ключ. Останалите струни са еднакво дълги, а степента на опъването им се регулира с обикновени ключове в горната част на грифа. Струните са стоманени и могат да бъдат гладки или усукани. Всички те минават върху свободно разположено дървено магаренце, прикрепвано от натегнатите струни. В основата на корпуса има метален струнодържател.  По устройство наподобява мандолина или китара. Тоновете се получават с помощта на плектрум (перце), малка пластинка с овална или триъгълна форма, с която струните се привеждат в трептене. Освен с плектрум може да се свири с пръсти или с все по-налагащите се „нокти“, нанизани на палеца, показалеца и средния пръст, или само на палеца и средния пръст. Звукът на банджото е остър, рязък и бързо затихващ.

## Разновидности
В съвременната джазова музика се ползват 4 разновидности на банджото, което може да бъде обикновено или електрическо:
- банджо укулеле – с 4 единични струни, настроени на c, g, d1, g1;
- банджо мандолина – с 4 двойни струни и настройката е като при мандолина прима – g, d1, a1, e2;
- банджо китара – с 6 единични струни и настройка като на 6-струнната китара e, a, d1, g1, h1, e2;
- банджо тенор – с единични струни – a1, d1, fis1[1][3].

Други:
- петструнно банджо
- шестструнно банджо
- четириструнно банджо

## Изпълнение
Въпреки че съществуват много различни стилове на изпълнение на банджо, за всички е характерно включването на тремоло и арпеджо. Тремолирането представлява бързо движение на плектрума наляво и надясно, а арпеджирането – бързо изпълнение на акорди, следващи един след друг Понастоящем инструментът е особено характерен за стиловете кънтри и блуграс, особено в Западните щати. Най-разпространени са петструнните банджо.